# 茹瓦约斯河畔贝里
茹瓦约斯河畔贝里（法語：Beyrie-sur-Joyeuse，法語發音：[beʁi syʁ ʒwajøz]）是法国大西洋比利牛斯省的一个市镇，属于巴约讷区。

## 地理
茹瓦约斯河畔贝里（43°18'45"N, 1°4'51"W）面积24.8 平方千米，位于法国新阿基坦大区大西洋比利牛斯省，该省份为法国东南部省份，涵盖了贝阿恩与北巴斯克，西临大西洋比斯開灣，北至朗德省，东北接热尔省，东临上比利牛斯省，南与西班牙接壤。
与茹瓦约斯河畔贝里接壤的市镇（或旧市镇、城区）包括：阿芒德什-奥内什、阿莫罗茨-叙科斯、阿尔芒达里茨、贝吉奥、朗塔巴特、吕克斯-桑贝罗特、梅阿兰、奥尔桑科、圣帕莱。
茹瓦约斯河畔贝里的时区为UTC+01:00、UTC+02:00（夏令时）。

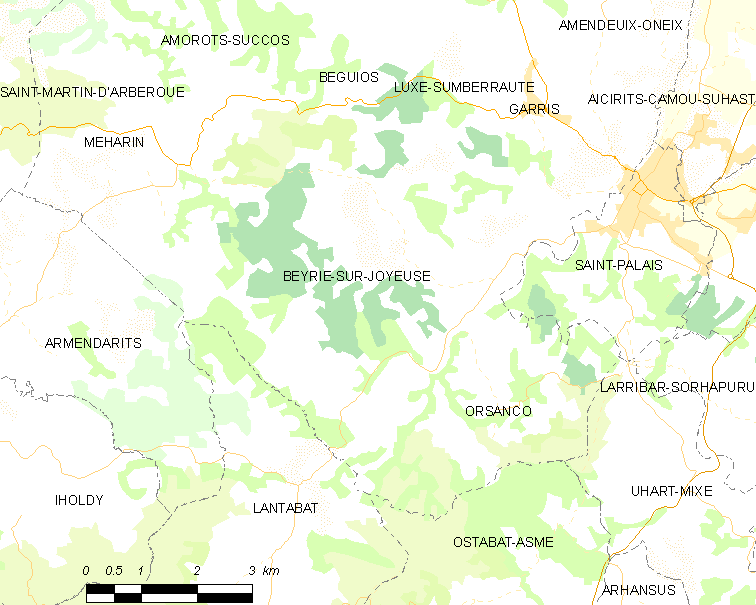
茹瓦约斯河畔贝里的OSM定位图

## 行政
茹瓦约斯河畔贝里的邮政编码为64120，INSEE市镇编码为64120。

## 政治
茹瓦约斯河畔贝里所属的省级选区为比达什地区-阿米库塞-奥斯蒂巴尔县。

## 人口

1962-2008年间茹瓦约斯河畔贝里人口变化图示

茹瓦约斯河畔贝里于2022年1月1日时的人口数量为536人。